# Tjavelkjaure
Tjavelkjaure är en sjö i Jokkmokks kommun i Lappland och ingår i Luleälvens huvudavrinningsområde. Sjön har en area på 2,21 kvadratkilometer och ligger 597 meter över havet. Tjavelkjaure ligger i Udtja Natura 2000-område. Sjön avvattnas av vattendraget Naustajåkkå (Tjavelekjåkkå).

## Delavrinningsområde
Tjavelkjaure ingår i det delavrinningsområde (737726-163462) som SMHI kallar för Utloppet av Tjavelkjaure. Medelhöjden är 622 meter över havet och ytan är 10,55 kvadratkilometer. Det finns inga avrinningsområden uppströms utan avrinningsområdet är högsta punkten. Naustajåkkå (Tjavelekjåkkå) som avvattnar avrinningsområdet har biflödesordning 4, vilket innebär att vattnet flödar genom totalt 4 vattendrag innan det når havet efter 279 kilometer. Avrinningsområdet består mestadels av skog (46 procent) och sankmarker (29 procent). Avrinningsområdet har 2,22 kvadratkilometer vattenytor vilket ger det en sjöprocent på 21 procent.